# Bebearia cutteri
Bebearia cutteri är en fjärilsart som beskrevs av William Chapman Hewitson 1865. Bebearia cutteri ingår i släktet Bebearia och familjen praktfjärilar. Inga underarter finns listade i Catalogue of Life.

## Bildgalleri

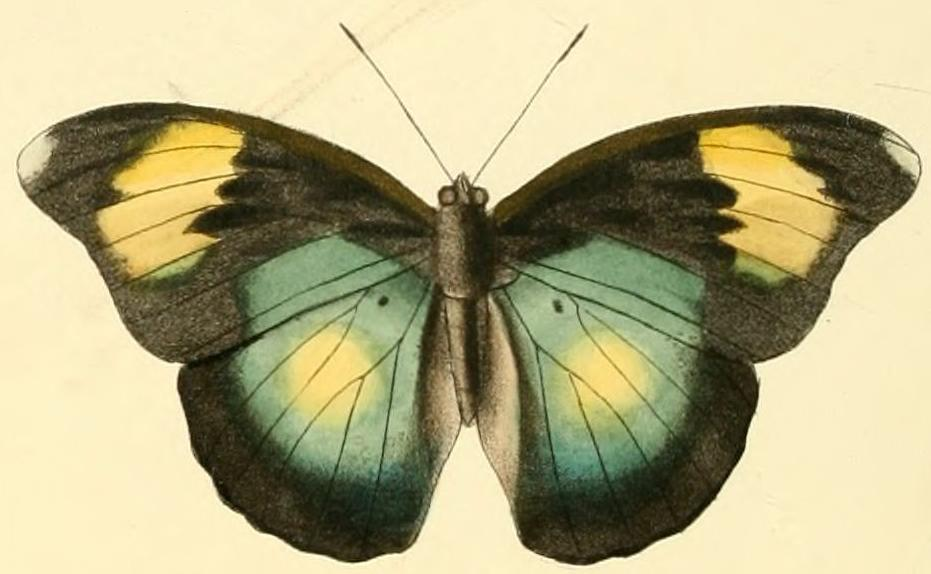